# Conus laterculatus
Conus laterculatus е вид охлюв от семейство Conidae. Видът не е застрашен от изчезване.

## Разпространение и местообитание
Разпространен е в Бруней, Индонезия (Калимантан и Сулавеси), Китай (Фудзиен), Малайзия (Сабах), Провинции в КНР, Острови Спратли, Тайван и Филипини.
Среща се на дълбочина около 75 m, при температура на водата около 25,9 °C и соленост 34,5 ‰.